# 昌德宮後苑

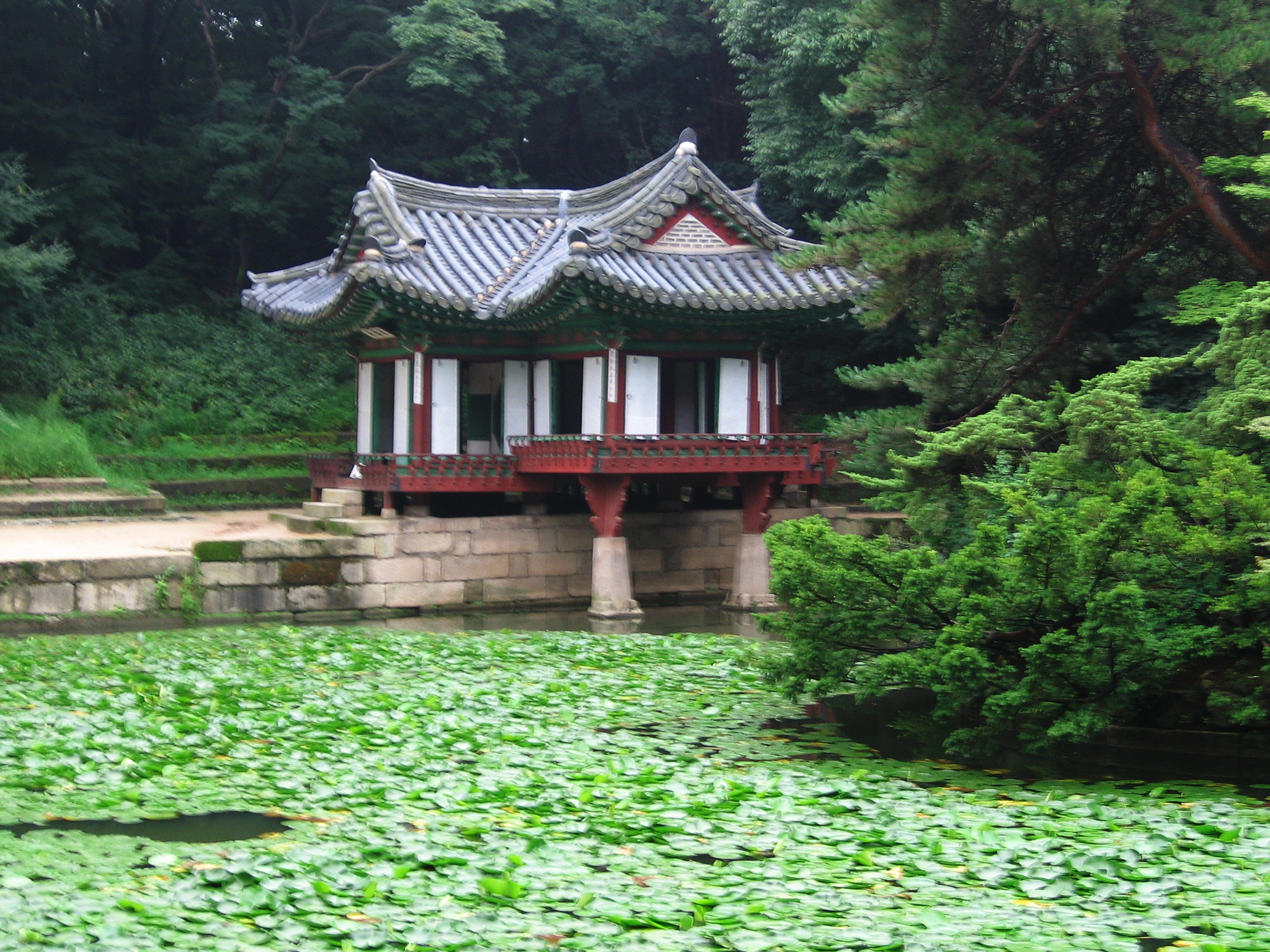
昌德宮後苑

昌德宮後苑（창덕궁 후원），又称秘苑、禁苑，是韩国昌德宫的后花园。它在朝鮮太宗五年(西元1405年)開始建造昌德宮時被同時建造，太宗之後的朝鮮仁祖、朝鮮肅宗、朝鮮正祖、朝鮮純祖等多任朝鮮國王進行增建，直到17世紀時成為現在的規模。後苑位在昌德宮主殿建築仁政殿的後方，後來後苑成了昌德宮與昌慶宮的共同後花園。壬辰倭亂期間，昌德宮大部分的建築被倭軍燒毀，後苑也遭到破壞，後於光海君時期(西元1610年)重新修復。1704年朝鮮肅宗又在昌德宫后苑建成祭祀明神宗的大報壇，這是一個祭坛。1894年後由於日本不允許朝鮮方面祭祀中國皇帝，大報壇被拆除。
昌德宮後苑充分利用自然環境，將建築和大自然融合在一起，把自然環境襯托得更加優美。每個山谷都建有園林，修有「芙蓉池」、「愛蓮池」、「觀覽池」、「尊德池」等蓮池，四個地區從入口越往裡走越小，可欣賞到更幽靜、美麗且自然的景色。隨著景色的變化，昌德宮後苑連接到後山鷹峰。後苑是供國王及王室成員休息的地方，同時也是舉行以王為首的各種戶外活動的地方。在昌德宮後苑，在國王出席時也經常舉行射箭、軍事訓練和招待官員的宴會等。國王在後苑裡親自種植糧食，體驗耕種的辛苦，王妃也在此親手飼養蠶蟲，來鼓勵養蠶。
在後苑中有方型的蓮花池、觀景亭、逍遙亭、清依亭等建築。過去後苑是對遊客關閉的，1976年後才開放，不過目前後苑後山的步道因列入了國家公園保護區，仍是對遊客關閉的。
後苑並非單獨對遊客開放，而是包含在整個昌德宮導覽系統的，當遊客想要參觀昌德宮後苑時，按目前規定，一定要在專門的預約時刻跟著導覽員走才行。但令人困惑的是，整個行程中唯一容許遊客抽煙，以及建有公共廁所的地方居然是有參天古樹的後苑。
1997年昌德宮申請成為联合国教科文组织世界遺產時，後苑是評審認為是韓國保留了最多古典宮廷庭院之美，最有文化遺產價值之地。大多數人認為後苑是韓國最美及最具代表性的庭園之一。

## 外部連結
- 昌德宮網站 （页面存档备份，存于）